# Une chambre à louer

Une chambre à louer est une série française en noir et blanc en 26 épisodes de 13 minutes réalisée par Jean-Pierre Desagnat et diffusée sur l'ORTF 1re chaîne à partir du 4 janvier 1965. 

## Synopsis
Sylvain Lambert, nouvellement chargé de cours en philosophie à la Sorbonne, loge dans un hôtel non loin du Panthéon. Sa fiancée, Fabienne, professeur d'anglais à Saint-Etienne, vient lui rendre visite certains week-ends. Elle lui suggère de trouver une chambre dans une pension, lieu plus propice selon elle à l'écriture de l’œuvre que Sylvain n'arrive pas à écrire. Ils trouvent une annonce pour un chambre à Enghien-les-Bains dans la Villa du Lac où vivent un peintre et ses enfants. Sylvain emménage dans cette maison malgré les réticences de sa fiancée. Il s'installe dans la chambre de Pierre, disparu quelques années auparavant en Algérie et partage la vie de cette famille. Certains acceptent sa présence parmi eux tandis que d'autres acceptent mal qu'un étranger occupe la chambre du frère disparu mais dont on croit encore au retour.

## Distribution
- Henri Serre : Sylvain Lambert
- Pascale Roberts : Nathalie Dulac
- Karen Blanguernon : Laurence Dulac
- Geneviève Grad : Anne Dulac
- Olivier Hussenot : Adrien Dulac
- Dominique Lacarrière : Fabienne Duroc
- Frank Vilcour : François Dulac

## Épisodes
1. Fabienne cherche une chambre pour Sylvain (1re diffusion le 4 janvier 1965)
2. Une chambre mystérieuse (1re diffusion le 5 janvier 1965)
3. Sylvain s'installe (1re diffusion le 6 janvier 1965)
4. Mystère autour de Pierre (1re diffusion le 7 janvier 1965)
5. La Gifle (1re diffusion le 8 janvier 1965)
6. Sylvain à l'épreuve (1re diffusion le 11 janvier 1965)
7. La Jalousie est mauvaise conseillère (1re diffusion le 12 janvier 1965)
8. Qui va à la chasse... (1re diffusion le 13 janvier 1965)
9. Plaie d'argent (1re diffusion le 14 janvier 1965)
10. Un vol (1re diffusion le 15 janvier 1965)
11. Le Secret de François (1re diffusion le 18 janvier 1965)
12. Le Secret de Laurence (1re diffusion le 19 janvier 1965)
13. L'Oiseau Phénix (1re diffusion le 20 janvier 1965)
14. Un voleur nommé Basile (1re diffusion le 21 janvier 1965)
15. Fabienne se fâche (1re diffusion le 22 janvier 1965)
16. L'Accident d'Adrien et l'inconnu dans la chambre d'Anne (1re diffusion le 25 janvier 1965)
17. Le Portrait de Pierre (1re diffusion le 26 janvier 1965)
18. Sylvain cherche Basile et trouve Lorrain (1re diffusion le 27 janvier 1965)
19. Une demande en mariage (1re diffusion le 28 janvier 1965)
20. Deux surprises pour Sylvain (1re diffusion le 29 janvier 1965)
21. La Rupture (1re diffusion le 1er février 1965)
22. Sylvain quitte les Dulac (1re diffusion le 2 février 1965)
23. La Fugue de François (1re diffusion le 3 février 1965)
24. Le Retour de l'enfant prodigue (1re diffusion le 4 février 1965)
25. La Vérité sur Pierre (1re diffusion le 5 février 1965)
26. Tout est bien qui finit bien (1re diffusion le 8 février 1965)

## Générique
- Réalisateur : Jean-Pierre Desagnat
- Scénariste et dialoguiste : Hélène Misserly
- Musique originale : Jacques Loussier
- Décorateur : Philippe Ancellin
- Directeur de la photo : Jean Jacques Guyard
- Cadreur : Henri Decomps
- Assistant cadreur : Jean-Claude Michelet
- Assistant réalisateur : Joseph Drimal
- Script : Jacqueline Ferrari
- Ensemblier : Roger Delsaux
- Ingénieur du son : Jacques Bougrier
- Perchman : Yvon Dacquay
- Montage : Paule Dauphin
- Régie générale : Jean-Paul Ferrari
- Directeur de production : Roger Deplanche